# Линкълн (окръг, Мисисипи)
Вижте пояснителната страница за други значения на Линкълн.
Окръг Линкълн (на английски: Lincoln County) е окръг в щата Мисисипи, Съединени американски щати. Площта му е 1523 km², а населението - 33 166 души (2000). Административен център е град Брукхейвън.